# Dinuzulu
Dinuzulu kaCetshwayo (ur. w 1869, zm. 1913 w  Transwalu) – władca Zulusów, syn Cetshwayo. Objął tron po śmierci ojca, w  1884 r. Uzyskał poparcie Burów, płacąc im za to nadaniami ziemi. W 1888 r. Brytyjczycy w porozumieniu z Burami anektowali państwo Zulusów. W 1889 r. Dinuzulu został pozbawiony władzy, oskarżony o zdradę i zesłany na Wyspę Świętej Heleny. W 1898 r. wrócił do kraju i stanął na czele wodzostwa utrzymywanego przez Wielką Brytanię. W 1909 r. postawiono mu zarzut inspirowania i udzielania wsparcia ostatecznemu buntowi Zulusów przeciwko Brytyjczykom, za co sąd w Natalu skazał go na wygnanie do Transwalu.